# Белевец (Становлянский район)
Белевец — деревня в Становлянском районе Липецкой области России. Входит в состав Пальна-Михайловского сельсовета.

## География
Находится в северо-западной части Липецкой области, в лесостепной зоне, в пределах Среднерусской возвышенности,  южнее села Трегубово рядом с федеральной автодорогой М4 Дон.
На территории деревни находится большой пруд. 
Имеется одна улица: Прудовая. 

### Климат
Климат характеризуются как умеренно континентальный, с умеренно холодной продолжительной зимой и тёплым летом. Среднегодовая температура воздуха составляет 5,3 °С. Средняя температура воздуха самого холодного месяца (января) — −9,8 °C (абсолютный минимум — −38 °C); самого тёплого месяца (июля) — 19,6 °C (абсолютный максимум — 38 °C). Безморозный период длится около 134 дней. Среднегодовое количество атмосферных осадков составляет 550 мм, из которых около 328 мм выпадает в период с апреля по октябрь. Снежный покров держится в течение 150—160 дней.

## История
В марте 1982 года деревня Белевец  перешла из Соловьёвского сельсовета в состав Пальна-Михайловского сельсовета .

## Население
| 2010 |
| ---- |
| 72   |

Численность населения на 2015 год составляла 60 человек.

## Инфраструктура
Личное подсобное хозяйство с зоной сельскохозяйственного использования, индивидуальная застройка усадебного типа.

## Транспорт
Автобусное сообщение с райцентром. Остановка общественного транспорта «Белевец». 